# Дело Grokster
Дело Grokster — ряд судебных процессов, инициированных Американской ассоциацией звукозаписи (RIAA) и Американской ассоциацией кинокомпаний (MPAA) против P2P-сервиса Grokster и StreamCast Networks.

## Ход процесса
В начале 2003 года RIAA и MPAA (в частности, студией Metro-Goldwyn-Mayer) был подан иск против сервиса Grokster. В отличие от Napster, ответчики не замыкали информационные потоки на себя, а распространяли программное обеспечение для обмена контентом через пиринговые сети, то есть непосредственно от пользователя к пользователю. По этой причине в апреле 2003 года судом было вынесено решение о том, что ни Grokster, ни StreamCast Networks не несут ответственности за незаконные действия своих пользователей. Этот вердикт фактически привёл к антипиратской кампании Ассоциации американской индустрии звукозаписи (RIAA), в результате которой были поданы иски к нескольким сотням p2p-пользователей.
В августе 2003 года решение суда было обжаловано RIAA и MPAA, но и Апелляционный суд согласился с решением суда первой инстанции. Но в декабре 2004 года истцам удалось довести дело до Верховного суда США. В июне 2005 года Верховным судом США было принято постановление о том, что деятельность Grokster действительно не является законной, так как она зарабатывает на рекламных объявлениях, размещаемых на сайте, в том числе и рекламирующих возможности загрузки новой музыки или новинок кино. В будущем компании было предписано препятствовать незаконной загрузке.

## Итоги
Попытка обжалования решения Верховного суда была отклонена. В ноябре 2005 года Grokster закрыл сайт, разместив на домашней странице цитату из постановления Верховного суда о том, что копирование защищенных авторским правом материалов с помощью «неофициальных peer-to-peer-сервисов является незаконным».
По сути в деле Grokster перед судом был поставлен вопрос: являются ли компании Grokster и StreamCast подсудными с точки зрения законов об авторских правах или их защищает прецедент, созданный делом «Sony против Universal City Studios» 1984 года, когда судья постановил, что возможность видеомагнитофона в нелегальных целях не должна служить поводом для судебных исков к Sony. Также, как и в случае с иском против компании Napster, решение суда по делу Groksterа закрепило положение о том, что файлообменные сервисы несут ответственность за нарушение авторских прав своими пользователями.